# Heider Bergsee
Der Heider Bergsee ist ein Badesee im Süden der Villeseenlandschaft auf dem Gebiet der Stadt Brühl bei Köln.

## Lage
Der Heider Bergsee gehört zum Naturpark Rheinland und liegt im mittleren Abschnitt der Ville, südwestlich des Brühler Stadtteiles Heide, dem er seinen Namen verdankt. Er ist über die B 265 (Luxemburger Straße) oder vom Brühler Stadtzentrum über die L 184 (Theodor-Heuss-Straße, Abzweig Willy-Brandt-Straße) erreichbar.

## Geschichte
Der Heider Bergsee ist künstlich durch Renaturierung eines Tagebaurestlochs des Braunkohletagebaus im Rheinischen Braunkohlerevier entstanden. Lange bevor es zur gesetzlichen Verpflichtung wurde, leistete der Hürther Bergwerksdirektor Adolf Dasbach Pionierarbeit hinsichtlich des Rückbaus der hier ausgekohlten Grube.
Braunkohle wurde in der ursprünglich kleinteiligen Grube bereits seit dem frühen 19. Jahrhundert gewonnen. Das Gruhlwerk und die Roddergrube wurden von hier beliefert und die allerersten Union-Briketts aus der Braunkohle dieser Grube hergestellt. Der Abbau der Braunkohle endete 1964, im Jahr darauf entstand der Heider Bergsee. Seit 1967 existiert an seinem südlichen Ufer ein Freibad, seit 1968 ein daran anschließender Campingplatz.

## Flora und Fauna
Der Heider Bergsee hat eine Fläche von etwa 35 Hektar, ist relativ verwinkelt und zählt zu den größeren Stillgewässern der Villeseenlandschaft. Er ist vollständig von forstlich genutzten Waldflächen mit überwiegend standorttypischen Mischgehölzen umsäumt. So finden sich im Wechsel Pappeln, Kiefern, Roteichen, Lärchen, Erlen, Buchen, Robinien und Birken. Ferner sind hier Greifvögel (Pandionidae), Haubentaucher (Podiceps cristatus), Wildgänse (Anseriformes), Eisvögel (Alcedo atthis) und Teichrallen (Gallinula chloropus) als Brutvögel zu beobachten.
Obwohl der Heider Bergsee ein nährstoffarmes und kalkhaltiges Stillgewässer mit zahlreichen Flachwasserzonen ist, hat sich hier aufgrund umsichtiger Rekultivierung im Lauf der Jahrzehnte wieder eine artenreiche Pflanzen- und Tierwelt angesiedelt. Unter der Oberfläche ist beispielsweise das Verschiedenblättrige Tausendblatt (Myriophyllum heterophyllum) zu finden. Diese Art besiedelt bevorzugt Stillgewässer und bildet zum Teil dichte Bestände aus. 1985 wurde das Vorkommen in Nordrhein-Westfalen erstmals aus dem Heider Bergsee wissenschaftlich untersucht, wo diese Art auch heute noch anzutreffen ist.
In den Randbereichen des Heider Bergsees findet man unter anderem Zwerg-Igelkolben (Sparganium minimum), den Gemeinen Wasserschlauch (Utricularia vulgaris) und den Breitblättrige Stendelwurz (Epipactis helleborine). Des Weiteren soll durch die Entwicklung sowie Förderung von Röhrichtzonen Lebensraum für zahlreiche ziehende Wasservögel im Herbst und Winter und andere Wassertiere wie Amphibien, vor allem die Wechselkröte (Bufo viridis) und Wasserinsekten, besonders die Scharlachlibelle (Ceriagrion tenellum) erhalten oder ausgedehnt werden.
Der recht kleine, angrenzende Schluchtsee ist lediglich als Anhängsel des Heider Bergsees zu sehen, erreicht jedoch eine Tiefe von bis zu 7,5 Metern.

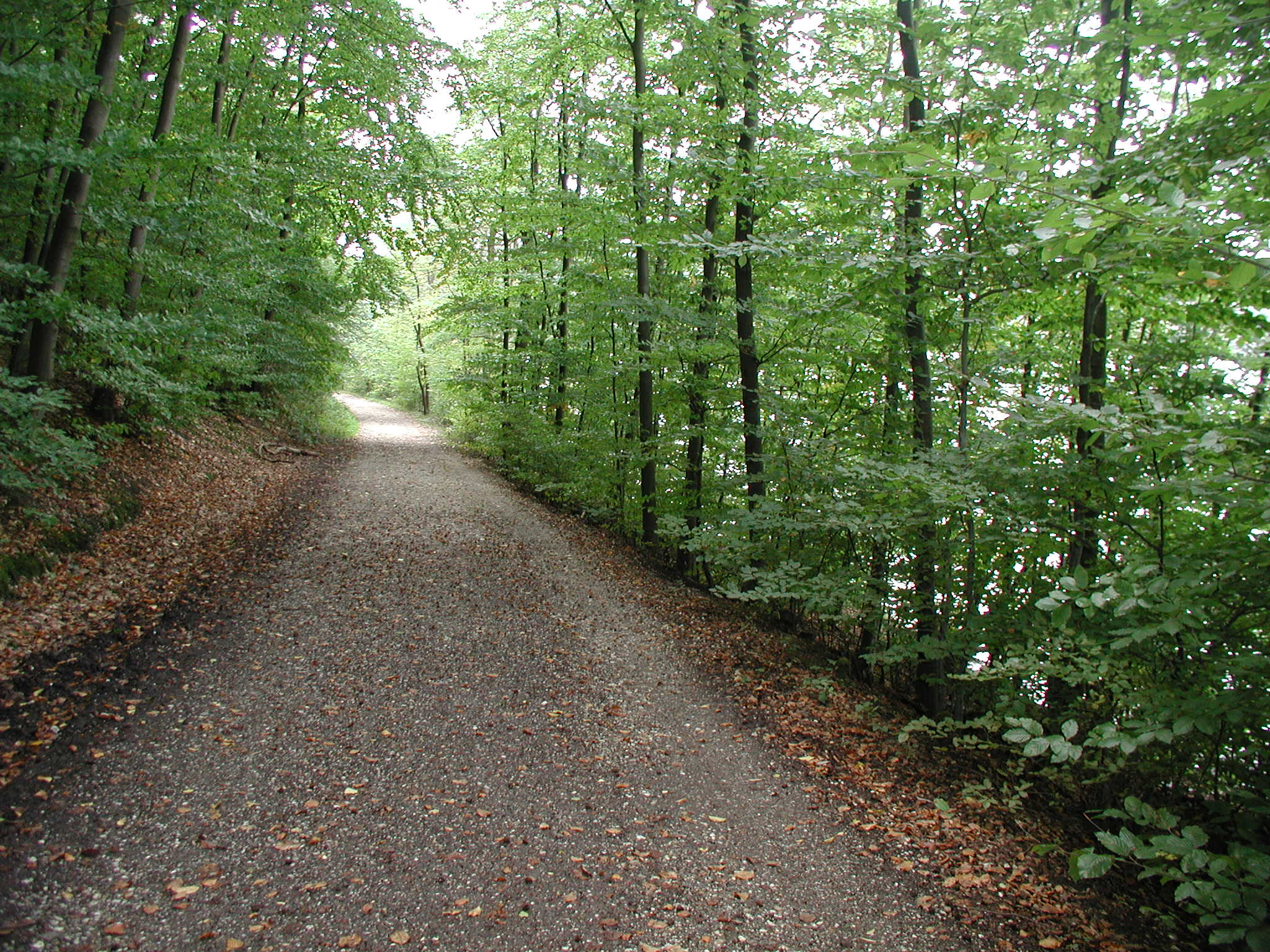
Rundweg von bis zu 5,5 km
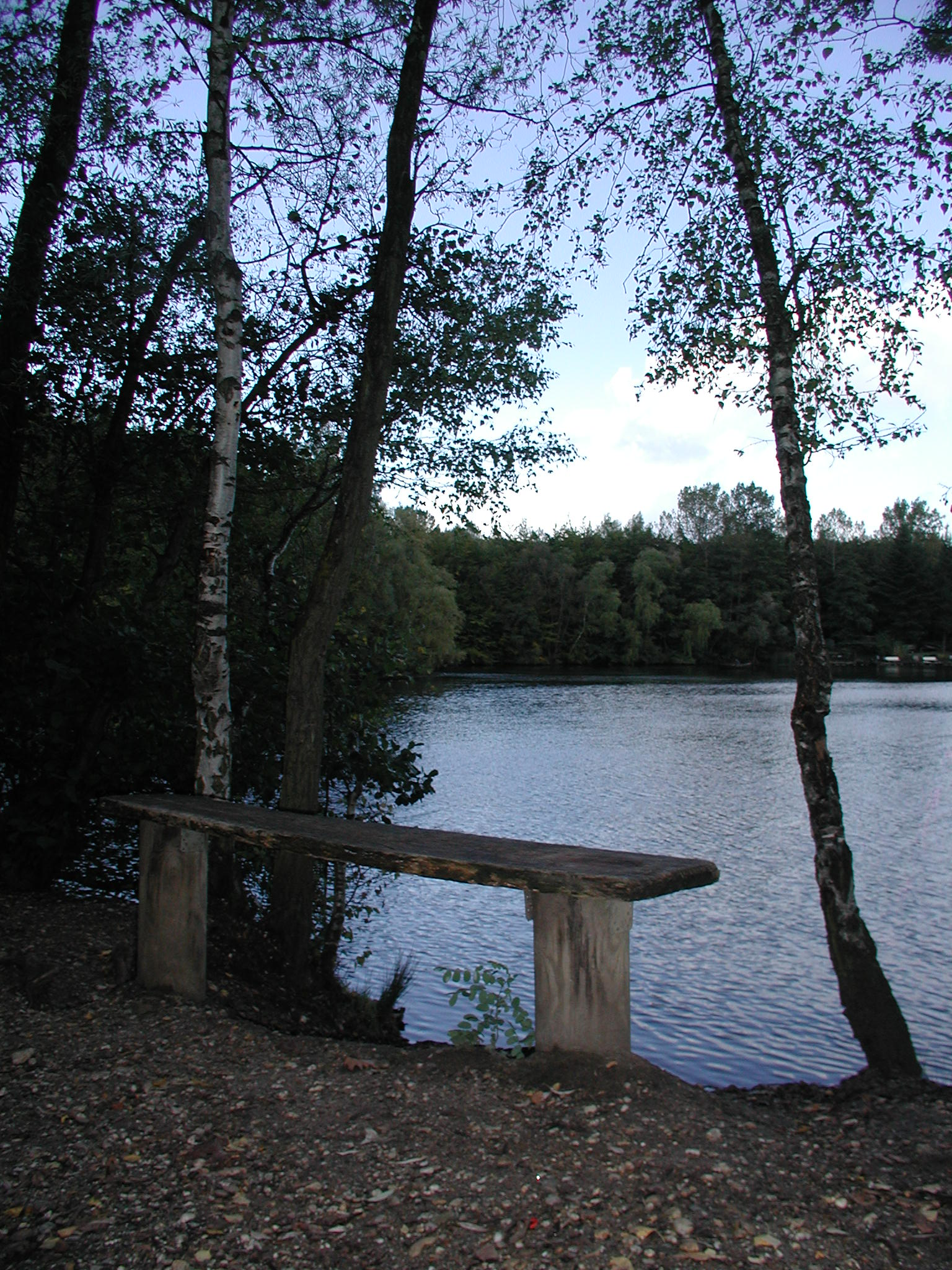
Blick Richtung Heide
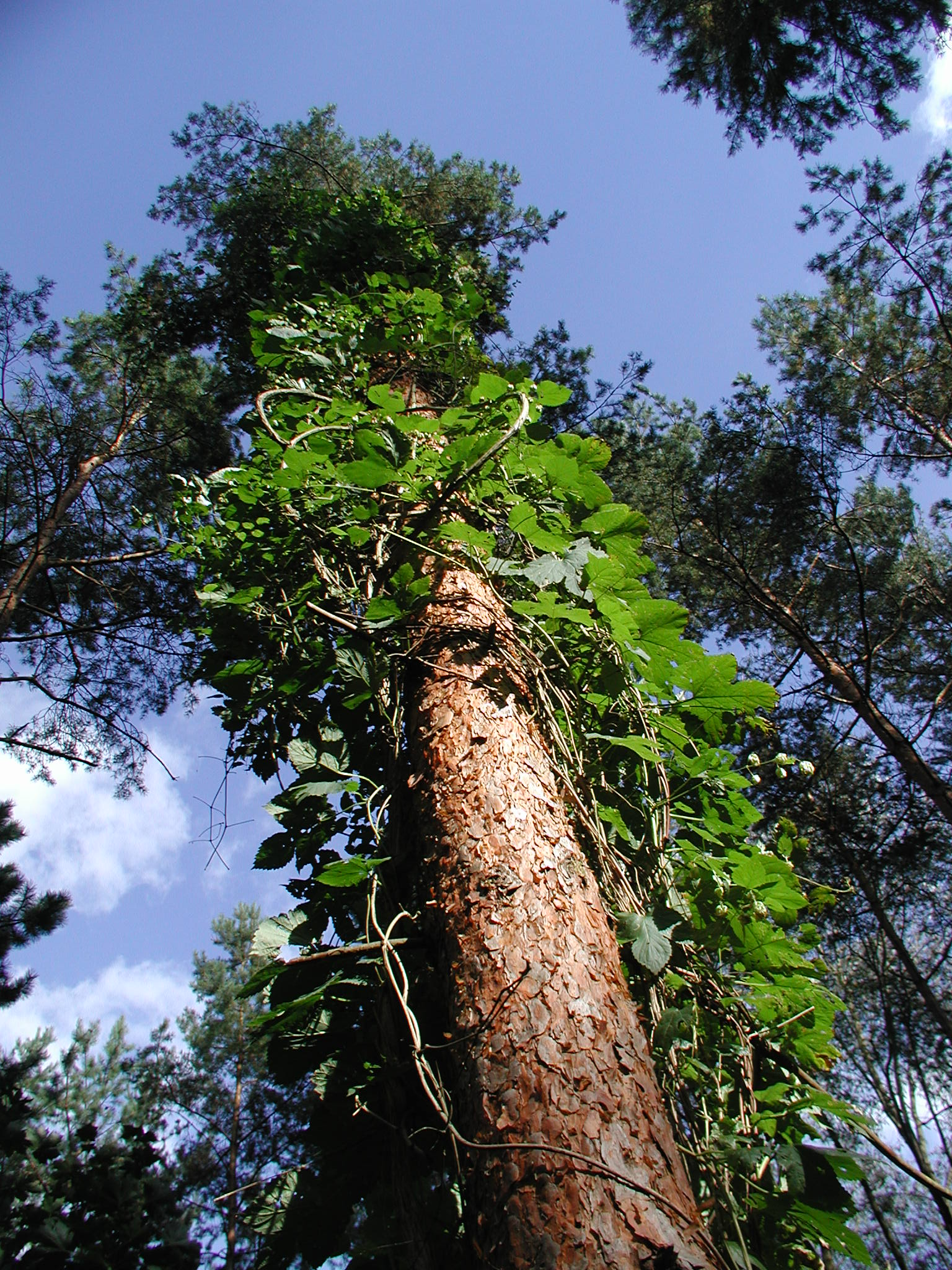
Wildwuchs nach oben
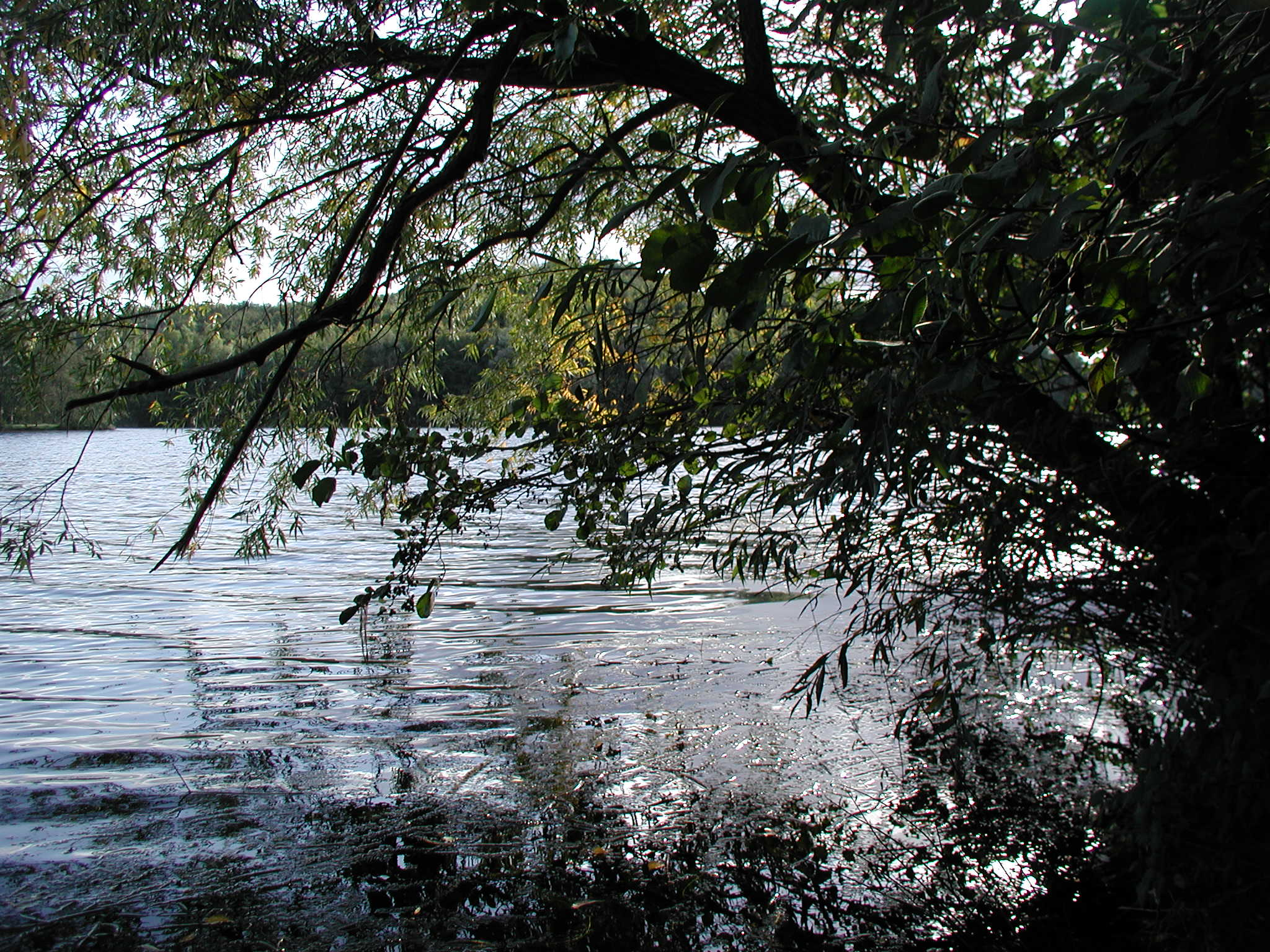
Mangrovenartige Landschaft am Seeufer
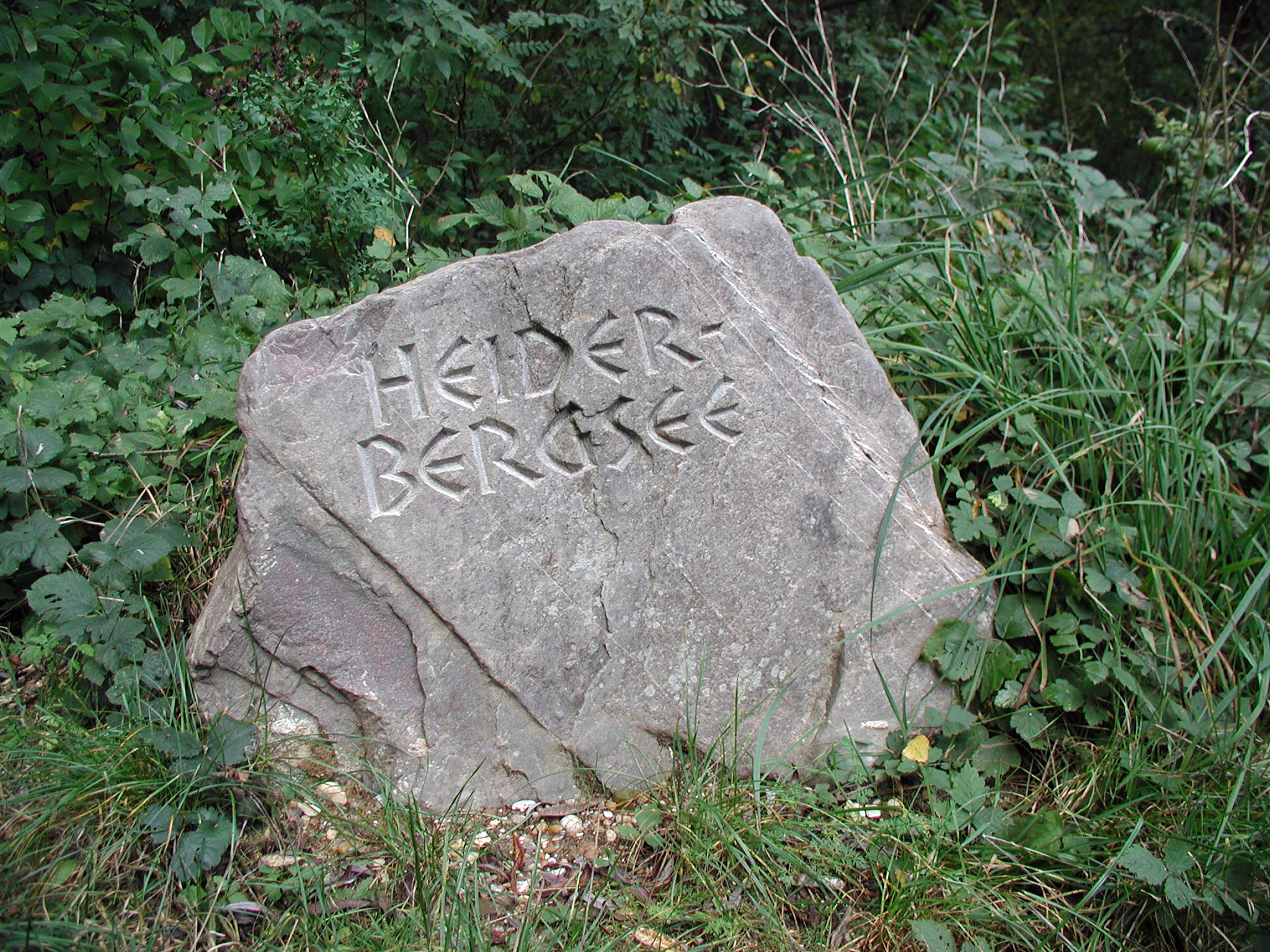
Hinweisstein am Wanderweg
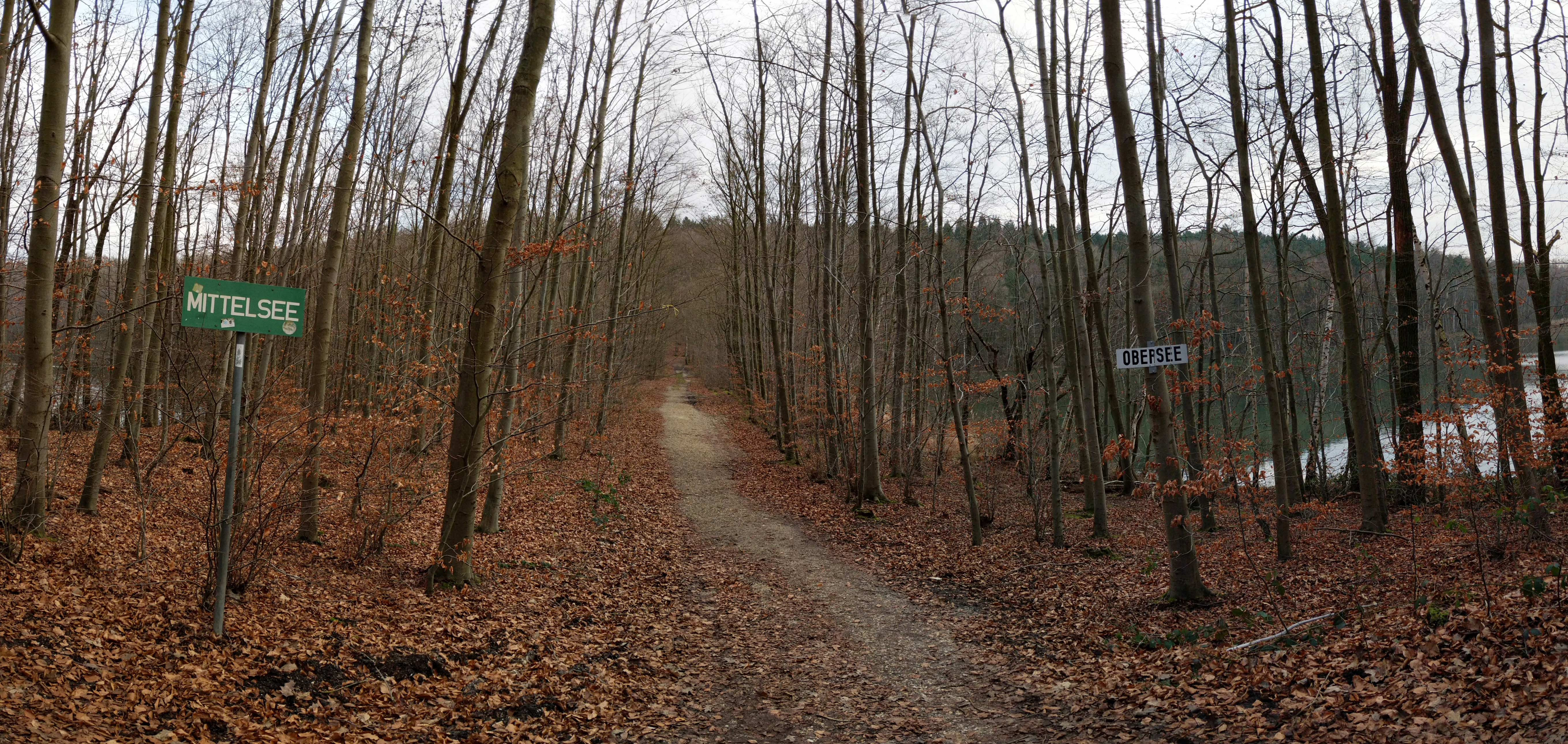
Fußweg zwischen Mittelsee und Obersee
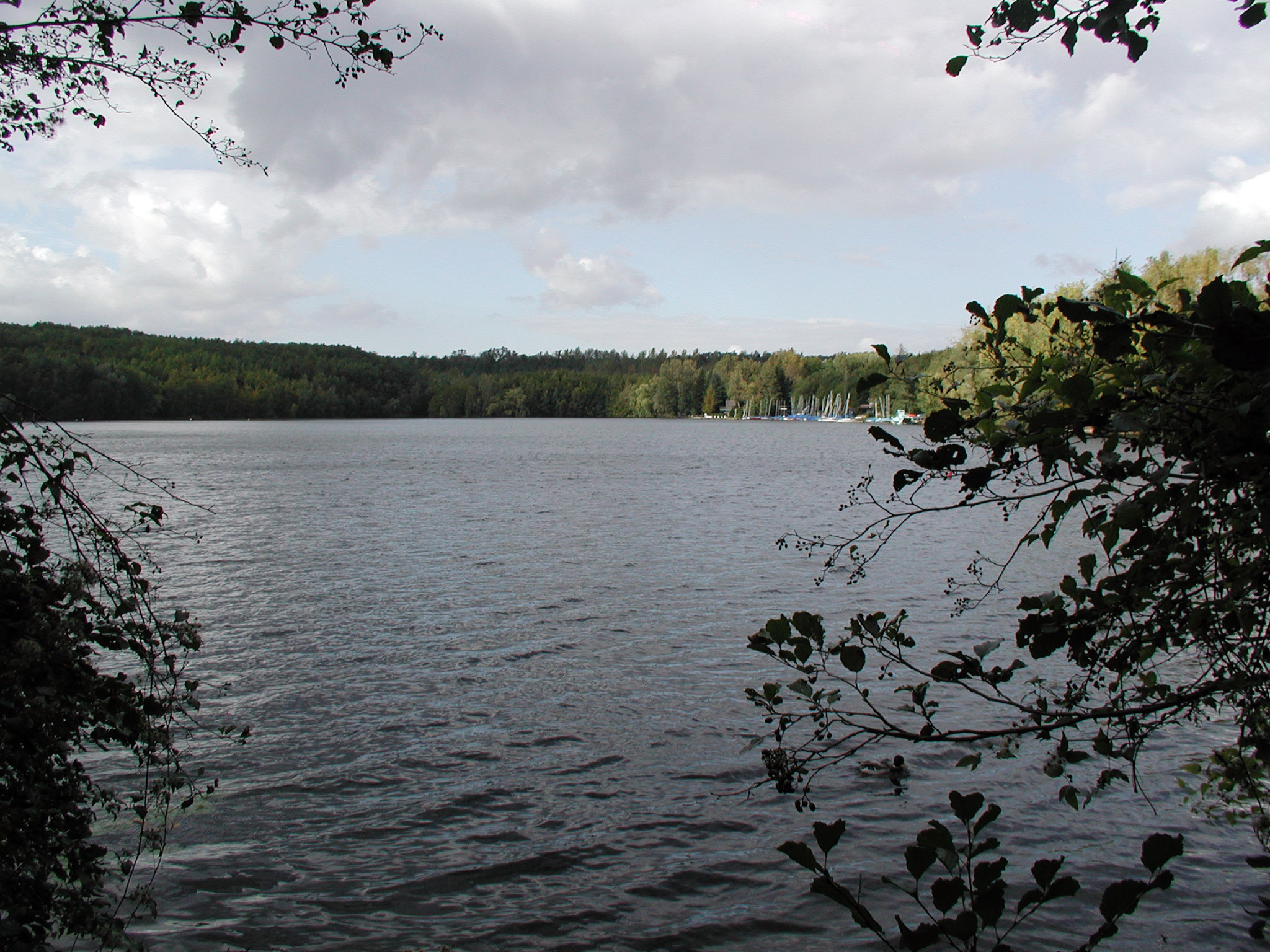
Blick von Süden zur Nordspitze, Segelverein rechts

## Nutzung

### Naherholung
Teile des Heider Bergsees und des umliegenden Geländes bleiben sich selbst überlassen und sind als Naturschutzgebiete deklariert, können jedoch zur Naherholung genutzt werden. Camper mit Wohnwagen, Reisemobilen sowie Zelten werden das ganze Jahr über auf dem Campingplatz am südlichen Ufer des Heider Bergsees aufgenommen. Das Strandbad mit feinem Sandstrand und Liegewiese grenzt unmittelbar an den Campingplatz an.
Mitglieder des Coelner Angel- und Gewässerschutz-Verein e. V. (CAG) können auf dem Heider Bergsee außerdem dem Angeln nachgehen.
Die etwa 5,5 Kilometer lange Runde um den See wird häufig von Läufern, Spaziergängern, Radfahrern oder anderen Breitensportlern umrundet.

### Wassersport
Die bereits seit 1938 aktiven Faltbootfreunde Brühl e. V. (FFB) widmen sich am nordöstlichen Ufer dem Kanusport. Das Bootshaus der FFB wird darüber hinaus regelmäßig für private oder öffentliche Feierlichkeiten genutzt. Seit 1967 betreiben außerdem die Wassersportfreunde Brühl-Heide e. V. (WFH) neben dem Kanusport das Schwimmen auf dem Heider Bergsee. Die Vereinsanlage der WFH liegt unmittelbar am nördlichen Ufer des Heider Bergsees.
Dem Segelsport widmet sich wiederum seit fast sechs Jahrzehnten die Segelsportvereinigung Heider Bergsee e. V. (SVH). Die Steganlage der SVH, die auch vom Brühler Club für Motorsport e. V. (BCM) genutzt wird, liegt im äußersten nördlichen Teil des Heider Bergsees. Die von den Mitgliedern gesegelte Bootsklasse ist der Korsar.